# Линдбург, Натали
Натали́ Линдбу́рг (швед. Nathalie Lindborg; 15 апреля 1991) — шведская пловчиха, серебряный и бронзовый призёр чемпионатов Европы.

## Карьера
На чемпионате Европы 2012 года завоевала 2 награды — серебряную и бронзовую в эстафетах 4×100 метров вольным стилем и комбинированной.
Участница чемпионата мира 2017 года.